# Llac d'Orlovačko
El Llac d'Orlovačko és un llac natural de la República Srpska, a Bòsnia i Hercegovina situat a una altitud de 1.438 metres, a la muntanya Zelengora. Es troba a 1 quilòmetre del llac de Jug. La longitud del llac és d'uns 350 metres, l'amplada és d'uns 100 metres, i la profunditat mitjana és d'uns 5 metres. El llac forma part del Parc Nacional Sutjeska. A l'est del llac es troba el cim d'Orlovac, al sud-oest el de Bregoc (2.014 m), al sud el de Stog (1.821 m) i al nord el de Ljeljen (1.765 m).